# Semmering-Basistunnel
Der Semmering-Basistunnel ist ein seit 2012 im Bau befindlicher 27,3 Kilometer langer Eisenbahntunnel, der zwischen Gloggnitz in Niederösterreich und Mürzzuschlag in der Steiermark in der Nähe des Semmering-Passes die nördliche Alpenkette unterquert. Dieser Basistunnel ist Teil der Baltisch-Adriatischen Achse und soll die historische Semmeringbahn entlasten. Durch ihn soll die Fahrzeit zwischen Gloggnitz und Mürzzuschlag für Schnellzüge von aktuell 45 Minuten auf circa 15 Minuten verkürzt und die Kapazitäten im Güterverkehr erhöht werden. Der finale Tunneldurchschlag erfolgte am 29. November 2024. 2030 soll der Tunnel in Betrieb gehen.

## Verlauf
Zur Ausführung kommt die Trassenvariante „Pfaffensattel“, die über den größten Teil ihres Verlaufes weitab südlich der heutigen Semmeringbahn im Gebiet der Fischbacher Alpen liegt. Die beiden Röhren verlaufen in einem Regel-Achsabstand von 40 bis 70 m und sind durch Querschläge (mittlerer Längsabstand: 500 m) miteinander verbunden. Der Tunnel besitzt eine durchschnittliche Längsneigung von 8,4 ‰. Als Entwurfsgeschwindigkeit sind 230 km/h vorgesehen.
Der östliche Abzweig von der Bestandsstrecke erfolgt an der Ausfahrt des Bahnhofes Gloggnitz. Weitgehend in Verlängerung der bestehenden Bahnhofsdurchfahrt werden die Schwarza und die Reichenauer Bundesstraße mit zwei neu errichteten Stahlbrücken überquert, wozu als Unterbau ein Wannenbauwerk errichtet wurde. Unmittelbar danach folgt an der Ostseite des Schafkogels das Tunnelportal. Daraufhin schließt sich die Tunnelstrecke Gloggnitz an, die sich untertage ab dem Portal in Richtung Süd-Südost wendet und im Bereich Eichberg zweimal die Bestandsstrecke in südlicher Richtung unterquert. Nach Unterkreuzung des Auebachtales und der Semmering-Schnellstraße werden der Grasberg und der Mitterotter unterfahren, bevor der Zwischenangriff Göstritz erreicht wird. Hier beginnt der 13 km lange Tunnelabschnitt Fröschnitzgraben, der vom Zwischenangriff Fröschnitzgraben aus in beide Richtungen vorgetrieben wurde. Ab dem Zwischenangriff Göstritz wendet sich die Strecke in einem weiten Rechtsbogen im Bereich der Gemeinde Trattenbach in Richtung Westen, wobei die Feistritzsattelstraße (L 175) und die Fanklbauerhöhe – und damit die Landesgrenze Niederösterreich/Steiermark – sowie die Pfaffensattelstraße (L 117) unterquert werden, bevor der Zwischenangriff Fröschnitzgraben erreicht wird. Die Trasse folgt weiterhin in westlicher Richtung dem Zug der Fischbacher Alpen, bis im Bereich des Hühnerkogels im Skigebiet Stuhleck die Trasse nach Nordwesten schwenkt und in den Tunnelabschnitt Grautschenhof übergeht. Dieser unterquert im Bereich Mürzzuschlag-Ost/Grautschenhof erneut Talgrund, Schnellstraße und die Bestandsstrecke, um von der nördlichen Talseite her schließlich östlich des Bahnhofes Mürzzuschlag wieder ans Tageslicht zu treten, wo nach dem Portalbereich der westliche Anschluss an die Semmeringbahn hergestellt wird.

## Geschichte

### Ausgangssituation
Zur Überwindung des Semmering-Passes wurde 1854 die von Carl von Ghega geplante Semmeringbahn eröffnet.
In ihrer Funktion als Teilstück der Südbahn, einer der meistbefahrenen Bahnstrecken Österreichs, verursacht die Semmeringbahn heute erhebliche betriebliche Einschränkungen:
- Die lange Fahrtdauer (circa eine Stunde von Wiener Neustadt nach Mürzzuschlag) ist vor allem im Personenverkehr gegenüber dem Auto nicht mehr konkurrenzfähig.
- Wegen des eingeschränkten Lichtraumprofils in den Tunnels ist kombinierter Güterverkehr (Rollende Landstraße) und der Einsatz von Doppelstockwagen im Personenverkehr nicht möglich.
- Da wegen der starken Steigungen schwere Güterzüge mit Vorspanntriebfahrzeugen geführt oder in mehrere Teile zerlegt werden müssen, entstehen betriebliche Komplikationen und zusätzliche Kosten.
- Die Bogenradien sind gering und lassen deshalb nur geringe Fahrgeschwindigkeiten und kurze Wagen sowie Drehgestelle mit kleinem Achsabstand zu, was die Streckenkapazität beschränkt.
- Die zahlreichen Kunstbauten verursachen hohe Unterhaltskosten.
- Die engen Bogenradien führen zu einer starken Abnutzung der Schienen, was die Erhaltung ebenfalls verteuert.
- Unter anderem wegen des Beitritts Sloweniens zur EU im Jahr 2004 stieg die Nachfrage nach Transportleistungen auf einer europäischen Nord-Süd-Achse.

### Altprojekte
Aus diesen Gründen wurden zwischen 1950 und 1980 mehrere Varianten für Basistunnel unter dem Semmeringpass entwickelt. Auf einer Pressekonferenz stellte der damalige Verkehrsminister Karl Lausecker 1983 detaillierte Pläne für den Ausbau der Westbahn und der Südbahn vor, einschließlich eines 24 km langen Semmering-Basistunnels zwischen Gloggnitz und Langenwang als Teil einer 32 km langen Neubaustrecke. Für Mürzzuschlag sollte in rund 70 m Tiefe eine unterirdische Bahnstation entstehen und mit Aufzügen erschlossen werden.
1989 wurde der erste Semmeringbasistunnel projektiert und zum Trassengenehmigungsverfahren eingereicht. Die Trasse hätte eine Länge von 22,7 km gehabt und wäre von Gloggnitz über Edlach nach Mürzzuschlag mit einer durchschnittlichen Neigung von 10,3 Promille verlaufen. Der Tunnel sollte 2-gleisig ausgeführt werden, wobei im Bereich der geringen Überlagerung zwischen Gloggnitz und Edlach (ca. ½ der Strecke) direkte Rettungsausstiege ins Freie und im Bereich der hohen Überlagerung zwischen Edlach und Mürzzuschlag ein ca. 10 km langer begleitender Rettungsstollen (der vorher bereits als Erkundungsstollen dienen sollte) mit Verbindungen zum Eisenbahntunnel geplant waren. Dieser Tunnel sollte die Fahrtzeit auf der Südbahn um mindestens 30 Minuten reduzieren und die technischen Begrenzungen der Semmeringbahn beheben, auf der nach Inbetriebnahme des Tunnels nur noch Regional- und Ausflugsverkehr fahren sollte. 1991 wurde die Trassenverordnung erlassen und 1994 erfolgte der eisenbahnrechtliche Bescheid über die Baugenehmigung. Der ab 1994 von steirischer Seite vorangetriebene Erkundungsstollen musste fallend gebaut werden, da der NÖ Naturschutzbescheid noch nicht vorlag. Wegen eines Wassereinbruchs und anfangs zu geringer Pumpleistung kam es vorübergehend zu Verzögerungen.
Sowohl die Bezirkshauptmannschaft Neunkirchen als auch die Niederösterreichische Landesregierung erließen in der Folge negative Bescheide. Sämtliche von der Eisenbahn-Hochleistungsstrecken AG erhobenen Rechtsmittel an die Gerichtshöfe des öffentlichen Rechts führten zur Aufhebung der von der Niederösterreichischen Landesregierung erlassenen naturschutzrechtlichen Bescheide. Ein diesbezüglich vom BMVIT beauftragtes Gutachten ergab, dass „die niederösterreichischen Behörden in fortgesetzter Rechtsbeugung Erkenntnisse von Höchstgerichten missachtet hätten“ (Zitat aus dem Rechnungshofbericht Bund 2006_02_2), führten aber dennoch zu langen Verzögerungen. Ein Versuch von Verkehrsminister Caspar Einem, das Projekt mit einer PPP-Finanzierung politisch unabhängiger zu gestalten, scheiterte an der mangelnden Risikoübernahmebereitschaft durch die Privatwirtschaft. 2002 wurde der Kostenrahmen der Bauübertragung von Verkehrsminister Reichhold auf die Erkundungsmaßnahmen reduziert. 2004 wurde der letzte ablehnende Bescheid des Landes Niederösterreich vom Verwaltungsgerichtshof aufgehoben und das Land beauftragt, einen neuen Bescheid auszustellen. Bei weiterer Verzögerung hätte der Verwaltungsgerichtshof die Möglichkeit gehabt, selbst einen Bescheid zu erlassen und die Behinderung durch die NÖ Landesregierung zu beenden. Dem kam eine politische Entscheidung der Bundesregierung Schüssel II zuvor: 2005 wurde von der ÖBB-Infrastruktur Bau AG (als Rechtsnachfolger der HL-AG, die zwischenzeitig mit der ÖBB-Infrastruktur Bau AG verschmolzen worden war) der seinerzeitige Antrag der HL-AG auf das Naturschutzverfahren zurückgezogen, nachdem eine außerordentliche Gesellschafterversammlung der ÖBB-Infrastruktur Bau AG (=Vorstand der ÖBB-Holding AG) dies beschlossen hatte, nachdem die Hauptversammlung der ÖBB-Holding AG (=Verkehrsminister Gorbach) dem zugestimmt hatte und zusätzlich der Nationalrat eine diesbezügliche Entschließung für eine Neuprojektierung beschlossen hatte, sodass die Organe dieser Entscheidungskette für etwaige finanzielle Schäden, welche durch den Rückzug des Antrages auf Naturschutzverfahren verursacht wurden, nicht zur Haftung gezogen werden können.
Die Argumente für eine Neuprojektierung waren, dass
- die Neigung durchgehend flacher werden solle (Anmerkung: das alte Projekt hatte 10,3 Promille, das neue Projekt 8,4 Promille),
- der Tunnel 2-röhrig sein muss (Anmerkung: Der danach errichtete Lainzer Tunnel ist auch einröhrig; der Semmering-Basistunnel hätte im Bereich der hohen Überlagerung eine zusätzliche parallele Rettungsröhre gehabt; eine durchgehend 2-röhrige Ausführung des alten Projektes wäre überdies – mit geringeren Genehmigungsverzögerungen – planbar gewesen),
- der Tunnel des 1. Projektes durch eine stark wasserhaltige Gebirgsformation führt (Anmerkung: die Geologie des 2. Projektes hat sich im Nachhinein als noch wesentlich schwieriger herausgestellt als jenes des 1. Projektes),
- das Verhinderungsrisiko geringer sein sollte (Anmerkung: Ein vom BMVIT beauftragtes Gutachten, das der Rechnungshof 2006 zitierte[9], ergab, dass „die niederösterreichischen Behörden in fortgesetzter Rechtsbeugung Erkenntnisse von Höchstgerichten missachtet hätten“).

## Planung

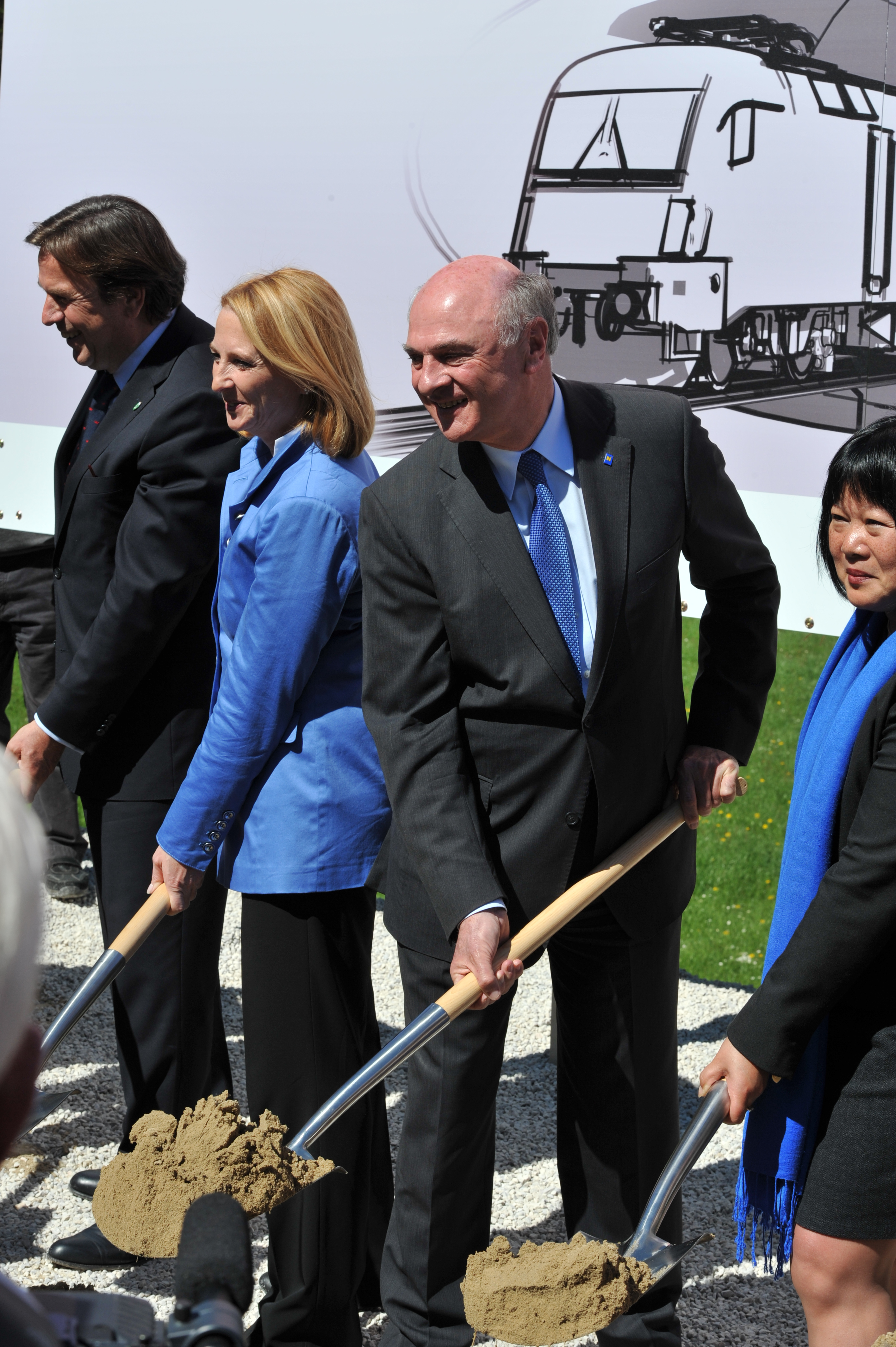
Spatenstich, von links: Landeshauptmann Franz Voves, Verkehrsministerin Doris Bures, Landeshauptmann Erwin Pröll, Desiree Oen (stellvertretende Kabinettschefin der EU-Verkehrskommissarin)

Da durch den Rückzug des Antrages auf Naturschutzverfahren 2005 das alte Projekt nicht mehr weiterverfolgt werden konnte, ergab sich die Notwendigkeit, eine neue Planung zu erstellen. Nach Ausschreibung im Juni 2005 wurden neue Planungen 2010 fertiggestellt. Durch einen längeren Tunnel ergibt sich eine geringere Neigung der Strecke. Da der geplante und mittlerweile gesicherte Koralmtunnel auch nur eine geringe Neigung aufweist, könnten nach Fertigstellung beider Tunnel Güterzüge die Strecke von Klagenfurt nach Wien ohne Einschränkungen durchgehend befahren; von Klagenfurt nach Italien gibt es aber nach wie vor starke Neigungen.
Nach einem Trassenauswahlverfahren wurde im April 2008 von Minister Werner Faymann und Landeshauptmann Erwin Pröll mit der „Trasse Pfaffensattel“ eine Tunneltrasse südlich der bisherigen Trasse vorgestellt, der auch das Land Niederösterreich nach den obligaten Prüfungen zustimmen könnte. Diese Variante wies eine Streckenlänge von 26,96 km auf und sollte es – wie auch schon das frühere Projekt von 1989 – ermöglichen, Mürzzuschlag anzufahren. Der Höhenunterschied von 239,3 m zwischen Gloggnitz und Mürzzuschlag wurde mit einer maximalen Steigung von 8,4 ‰ bewältigt.
Nach zahlreichen Erkundungsbohrungen in den Jahren 2008 bis 2009 wurden Optimierungen vorgenommen und die geplante Trasse zwischen dem Fröschnitzgraben und dem Grautschenhof nach Süden verschwenkt. Ende Mai 2010 wurde das Basistunnelprojekt zur Umweltverträglichkeitsprüfung eingereicht. Mit Edikt der Verkehrsministerin Doris Bures wurde am 30. Mai 2011 eine Baubewilligung erteilt. Die Baugenehmigung wurde vom Verwaltungsgerichtshof im Februar 2014 aufgehoben, da dieser Einwände bezüglich der Abraumdeponie erhob und kritisierte, dass in der Nähe einer Zugangsstelle zur Baustelle Schallmessungen nur neben einem Wohnhaus, nicht aber an verschiedenen Stellen des dazugehörigen Gartens durchgeführt wurden. Die ÖBB und das Infrastrukturministerium beabsichtigen, trotz der Verzögerung im Zeitplan zu bleiben. Ein neuer Bescheid wurde im Juni 2014 erteilt.

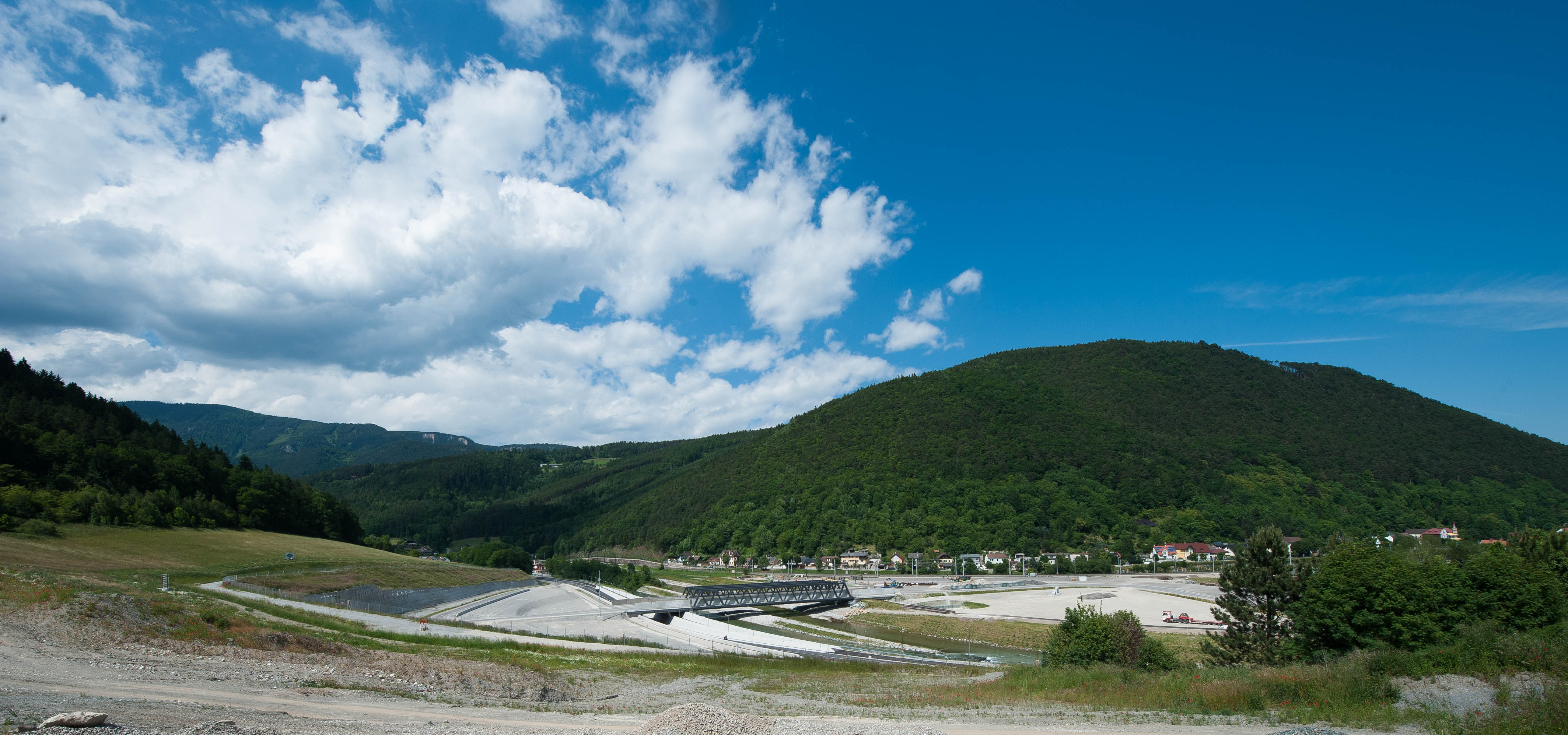
Portalbereich Gloggnitz, 2014

Mitte 2014 wurde wieder ein Baubescheid aufgehoben. Ab Jänner 2015 wurde über den Weiterbau verhandelt. Am 26. Mai 2015 wies das Bundesverwaltungsgericht mehrere Beschwerden gegen die Baugenehmigung ab. In der Urteilsbegründung verwarf das Gericht die von Tunnelgegnern wie der Bürgerinitiative Alliance for Nature vertretene Ansicht, die u. a. in der Tageszeitung Der Standard wiedergegeben wurde, dass am Bau kein hinreichendes Öffentliches Interesse bestehe. Im Dezember 2015 hob der Verwaltungsgerichtshof die Bewilligung nach dem niederösterreichischen Naturschutzgesetz wieder auf, da das Projekt ein Europaschutzgebiet berührt und eine Bewilligung nur nach Durchführung einer Naturverträglichkeitsprüfung erteilt werden dürfe. Der Einspruch wegen der Bewilligung nach dem Eisenbahngesetz wurde zurückgewiesen, die Entscheidung hat keine Bauunterbrechung zur Folge.
Einwände gegen das Projekt
Gegen den Semmering-Basistunnel gibt es wasserökologische Einwände des Vereins „Alliance For Nature“ und einiger Bürgerinitiativen. Kritiker werfen dem Verein „Alliance For Nature“ vor, eine Einpersonenunternehmung zu sein, die durch die Autolobby finanziert werde und im Interesse derselben den Bau des Tunnels zu verzögern versuche.
Die in verschiedenen Verfahren behandelten Argumente gegen den Basistunnel sind im Wesentlichen:
- Unsicherheit über Veränderungen der Wasserhorizonte, mögliches Versiegen von für die Wasserversorgung wichtigen Quellen. Laut Christian Schuhböck, dem Geschäftsführer der Alliance for Nature, würden pro Tag bis zu 38 Millionen Liter Wasser aus dem Berg abfließen.[25] Die Schwarza führt bei Gloggnitz durchschnittlich 1,382 Milliarden Liter Wasser pro Tag.[26] Die Mürz, der die Wasserströme aus der Südseite des Semmering zulaufen, führt in der Nähe von Mürzzuschlag 1,3 Milliarden Liter Wasser pro Tag.[27] Die angenommenen 38 Millionen Liter Wasserabfluss, die laut ÖBB einen Maximalwert während der Bauarbeiten darstellen,[28] entsprechen damit einem Siebzigstel des Wasserabflusses durch Mürz und Schwarza ohne Berücksichtigung anderer Fließgewässer.
- Beeinträchtigung des Landschaftsschutzgebietes Rax-Schneeberg, des Europaschutzgebietes Nordöstliche Randalpen: Hohe Wand – Schneeberg – Rax und des UNESCO-Welterbe-Gebietes Semmeringbahn
- Infragestellung der verkehrlichen Notwendigkeit des Tunnelprojektes[29][30]
- Während die Gegner des Tunnels den Welterbestatus der Semmeringbahn gefährdet sehen[31], wird der Welterbestatus nach Angaben der UNESCO[28] und des für diese tätigen Gutachters Toni Häfliger[32] nicht beeinträchtigt.

## Bau

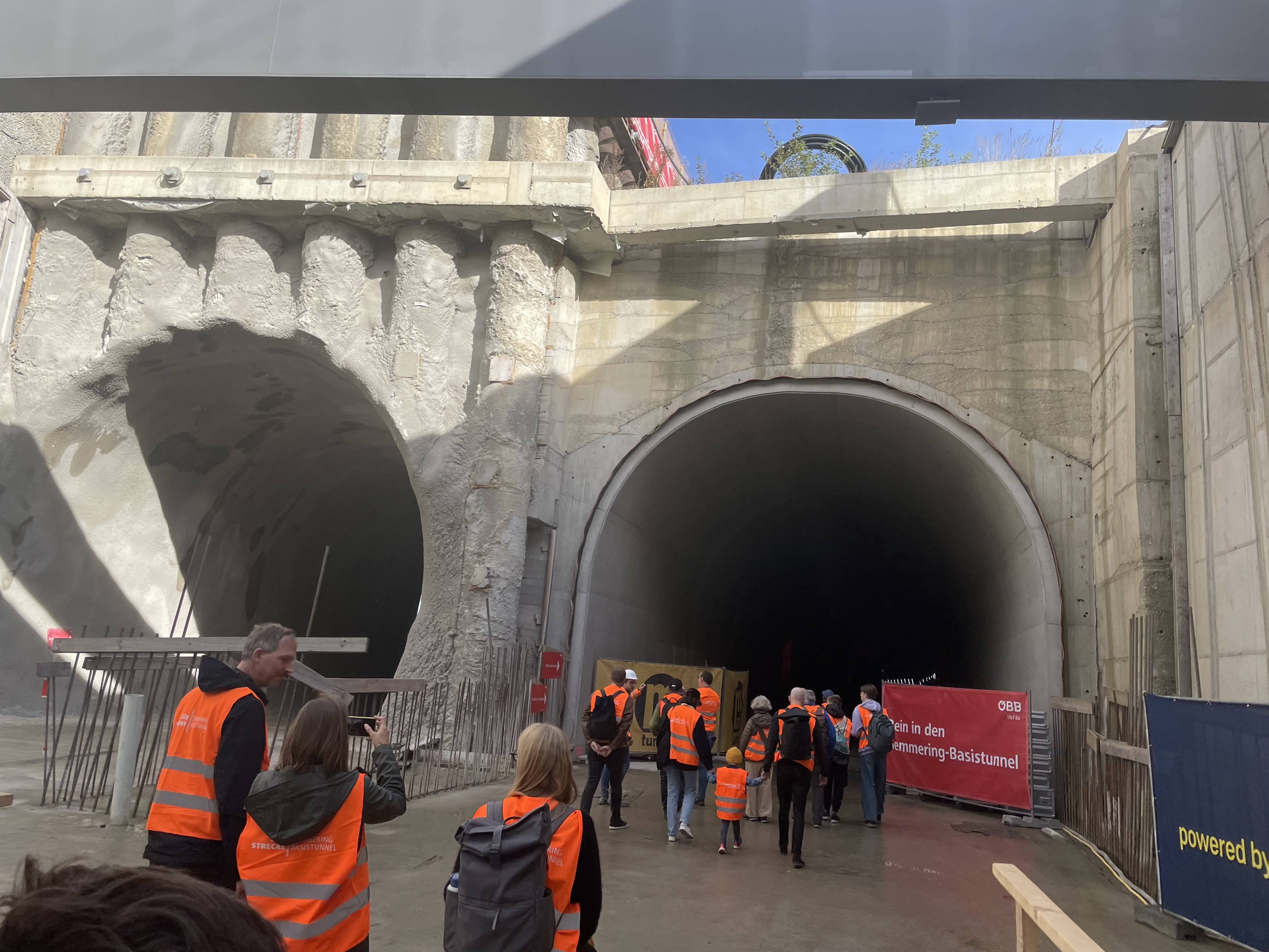
Eingang der beiden Tunnelröhren, Mürzzuschlag, Oktober 2023

Der 27,3 Kilometer lange Tunnel sollte ursprünglich 2025 fertiggestellt sein und in zwei parallel geführten Röhren Gloggnitz und Mürzzuschlag verbinden. Am 25. April 2012 erfolgte in Gloggnitz der erste Spatenstich. Die ersten Baumaßnahmen wurden in den Freistreckenbereichen durchgeführt und umfassten u. a. die Errichtung von Brücken und Straßen sowie flussbauliche Maßnahmen. Nachdem das Bundesverwaltungsgericht im Mai 2015 alle Einsprüche abgewiesen hatte, wurde am 23. Juli 2015 endgültig mit dem Bau des Tunnels begonnen. Er sollte bis 2025 abgeschlossen sein, und im Dezember 2026 den Betrieb aufnehmen. Aufgrund von Wasser- und Gesteinseinbrüchen im Frühjahr 2019 könne die Eröffnung des Tunnels erst 2027 erfolgen. Der zu bauende Abschnitt wird eine Geschwindigkeit von bis zu 230 km/h erlauben. Aufgrund der Größe des Vorhabens wurde das Projekt in fünf Bauabschnitte gegliedert:
Im Februar 2021 wurde eine Verschiebung der Inbetriebnahme auf 2028 bekannt. Als Grund wurden die extrem schwierigen geologischen Bedingungen im Berg seit 2020 angegeben. Die längere Bauzeit bedeutete eine Kostenerhöhung um elf Prozent auf 3,5 Mrd. Euro.
Im April 2022 wurde eine weitere Verzögerung durch geologische Störzonen um zwei Jahre und damit eine Fertigstellung 2030 bekanntgegeben, die Gesamtkosten wurden nun auf 3,9 Mrd. Euro geschätzt.
Mit dem Durchschlag von Grautschenhof nach Mürzzuschlag im September 2023 waren 97 % des Tunnels gegraben. Aufgrund der schwierigen Geologie wurde prognostiziert, dass der verbleibende Abschnitt bei Gloggnitz mit einer Länge von 750 Metern jedoch noch weitere zwei Jahre in Anspruch nehmen würde. Am 11. September 2024 erfolgte der Durchschlag der Streckenröhre 1 im Bauabschnitt Gloggnitz, wodurch eine durchgehende Tunnelverbindung Gloggnitz-Mürzzuschlag hergestellt wurde. Am 29. November 2024 erfolgte auch der Durchschlag der Streckenröhre 2, damit ist der Tunnel fertig gegraben.

### Portalbereich Gloggnitz

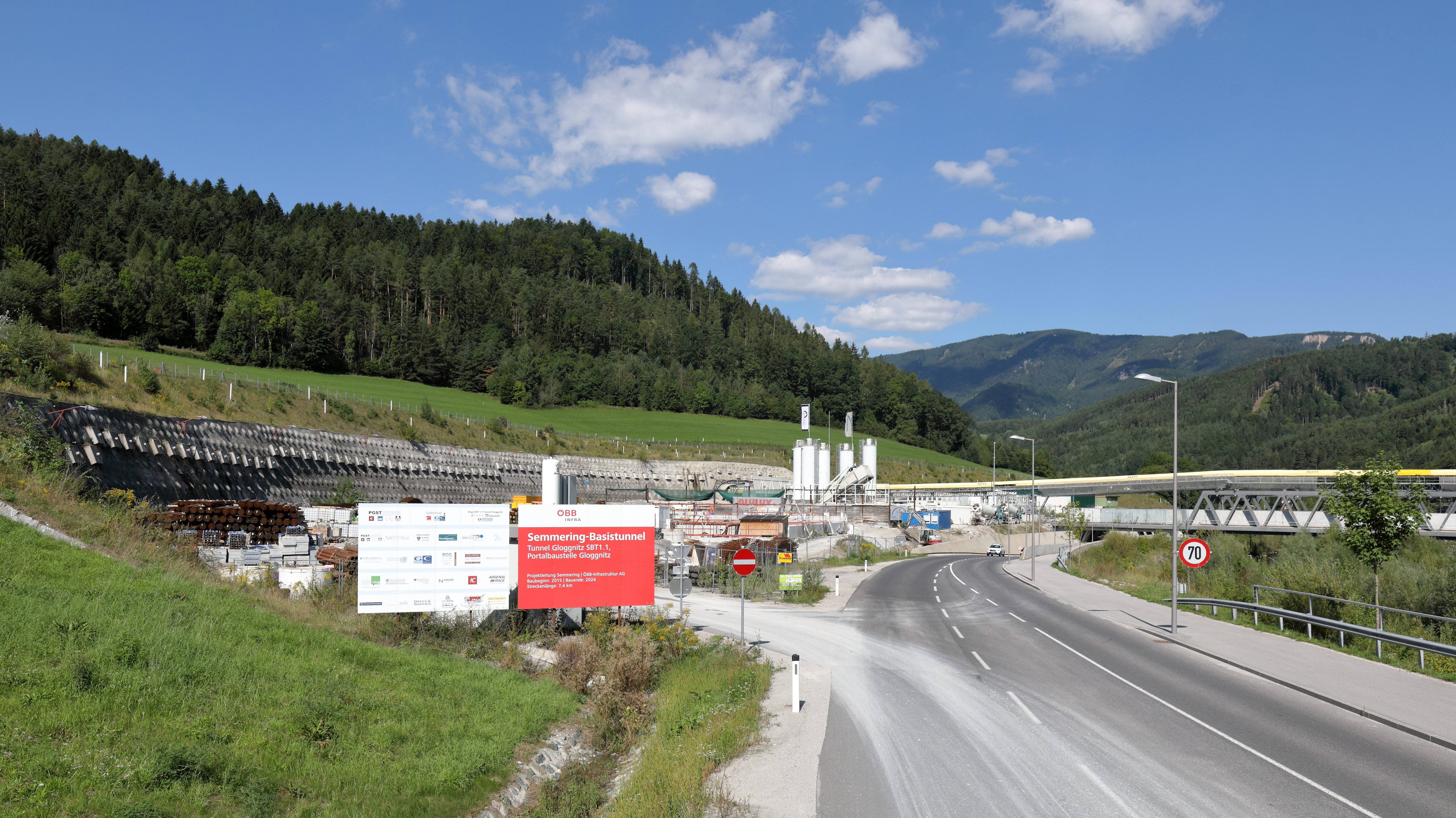
Baulos 1.1.: Ostportal in Gloggnitz, September 2019

Dieser Abschnitt umfasst die Freistrecke an der östlichen Tunneleinfahrt. Von 2012 bis Ende 2014 wurde der Bereich westlich der Bahnhofsausfahrt Gloggnitz massiv umgestaltet. Neben anderen Vorarbeiten wie der Verbesserung des Hochwasserschutzes der Schwarza wurde eine Baustellenfläche eingerichtet, zwei über 70 m lange Stahlbrücken über die Schwarza und die neu trassierte Reichenauer Bundesstraße errichtet und am Osthang des Schafkogels der Portalvoreinschnitt gesichert. Als Auflager für die Brücke und zur hochwassersicheren Unterführung der Bundesstraße wurde ein wasserdichtes Wannenbauwerk gebaut, ebenso wurde eine Zufahrt zum künftigen Unterwerk geschaffen. Die Stahlbrücken, über die später die Züge in den Tunnel einfahren, dienen in der Bauphase dem LKW-Baustellenverkehr. Der Tunnelausbruch soll über diese Brücken ohne Inanspruchnahme von öffentlichem Verkehrsgrund direkt zu einem am Bahnhof Gloggnitz errichteten Ladegleis gefahren werden. Im bestehenden Bahnhofsbereich wurden die Gleisanlagen erneuert und auf die künftige Einbindung der Neubaustrecke vorbereitet. Ebenso wurden die drei Bahnsteige durch Aufzüge barrierefrei gestaltet.

### Tunnelabschnitt Gloggnitz
Der Tunnelabschnitt Gloggnitz umfasst die ersten sieben Kilometer Tunnelvortrieb ab dem Ostportal. Der Abschnitt endet am temporären Zwischenangriff Göstritz im Gemeindegebiet von Schottwien. Der Abschnitt wird von beiden Richtungen her konventionell im Spreng- und Baggerverfahren aufgefahren. Zum Abtransport des Ausbruchmaterials am Zwischenangriff dient die „temporäre Erschließungsstraße Maria Schutz“; der Ausbruch, der bei der sich vom Ostportal aus vorarbeitenden Baustelle anfällt, wird von Güterzügen vom Bahnhof Gloggnitz aus weggebracht. Am 23. November 2015 erfolgte der Tunnelanstich für diesen östlichsten der drei Abschnitte in Gloggnitz. Als Tunnelpatin fungierte Nationalratspräsidentin Doris Bures als frühere Verkehrsministerin.

### Tunnelabschnitt Fröschnitzgraben

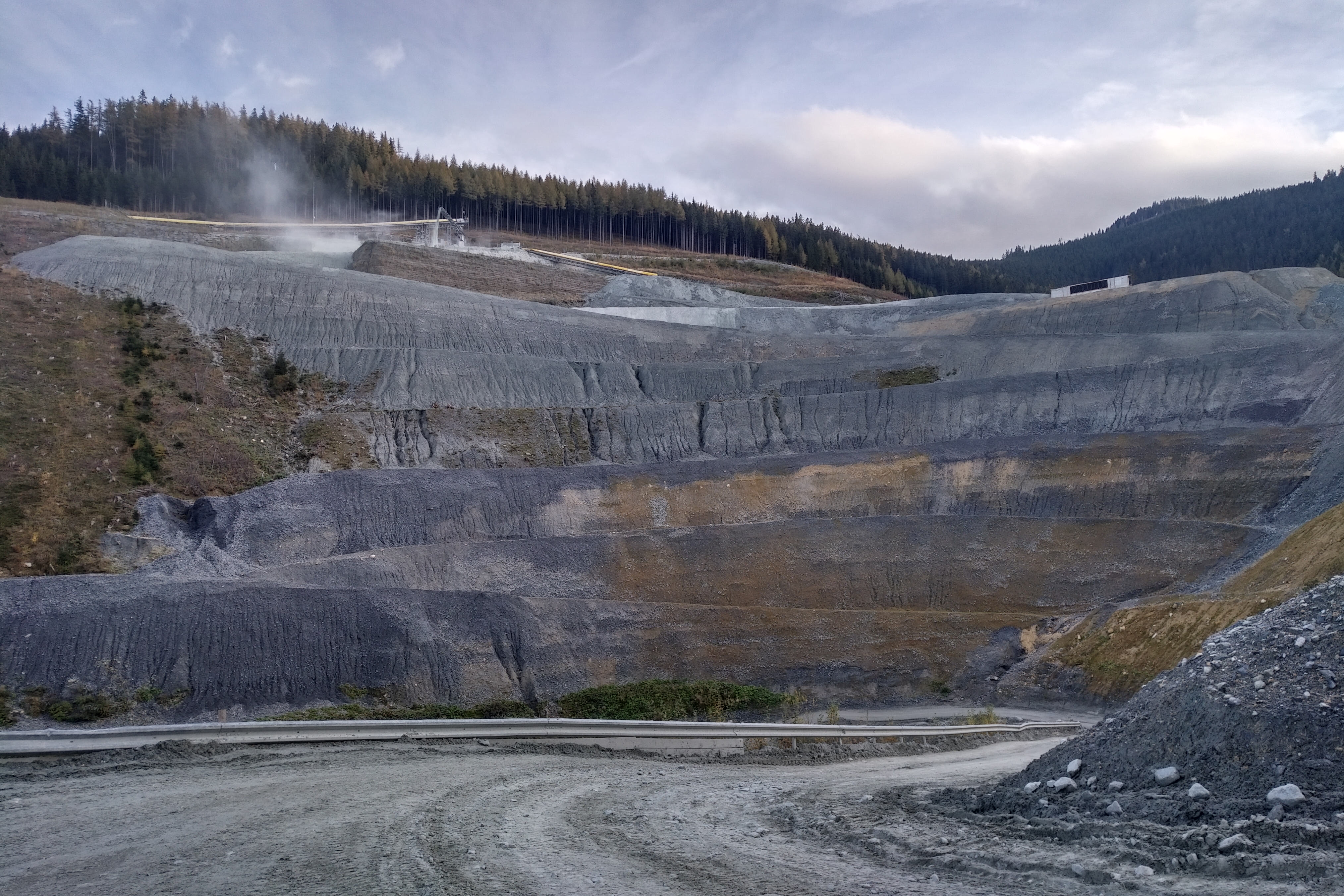
Deponie Longsgraben, 2019

Dieser Abschnitt besteht aus dem Zwischenangriff Fröschnitzgraben und insgesamt 13 km Tunnelvortriebsstrecken, die vom Zwischenangriff aus in zwei Richtungen vorgetrieben werden. Der Zwischenangriff liegt im Tal des Fröschnitzgrabens südlich der Ortschaft Steinhaus am Semmering. Für die östliche Teilstrecke in Richtung Gloggnitz von ca. 8,6 km Länge erfolgt der Vortrieb mit zwei Tunnelbohrmaschinen, die westliche Strecke Richtung Mürzzuschlag wird auf 4,3 km mit konventionellem Vortrieb in der Neuen Österreichischen Tunnelbaumethode (NÖT) aufgefahren. Der Zwischenangriff besteht aus zwei 400 m tiefen Schächten mit ca. 10 m Durchmesser, an deren Sohle eine Kaverne errichtet wird, von der aus ab 2017 die untertägigen Arbeiten gestartet werden. In dieser Kaverne wird später eine unterirdische Nothaltestelle für den Zugverkehr entstehen. Der Ausbruch wird über die Schächte zutage gefördert, zur Ablagerung des Materials wurde in der Nähe die Deponie Longsgraben angelegt. Zur Erschließung des Baustellenbereiches waren umfangreiche Vorarbeiten erforderlich, die in den Jahren 2012 bis 2014 durchgeführt wurden. Dazu zählen eine neue Anlage zur Trinkwasserversorgung der Gemeinde Spital am Semmering, Errichtung und Ertüchtigung von Baustraßen und der Pfaffensattel-Landesstraße, Bau einer temporären Baustellen-Ausfahrt an der Semmering Schnellstraße und einer Umfahrung in Steinhaus am Semmering und die Vorbereitung des Longsgraben als Deponiefläche für den Tunnelausbruch. Am 13. Juli 2018 wurde mit dem Vortrieb in beiden Tunnelröhren mittels Tunnelbohrmaschinen in Richtung Gloggnitz begonnen; die Länge des Vortriebs mittels Tunnelbohrmaschinen beträgt 9 km. Anfang Juni 2022 erfolgte der erste Durchschlag zwischen Göstritz und Fröschnitzgraben.

### Tunnelabschnitt Grautschenhof

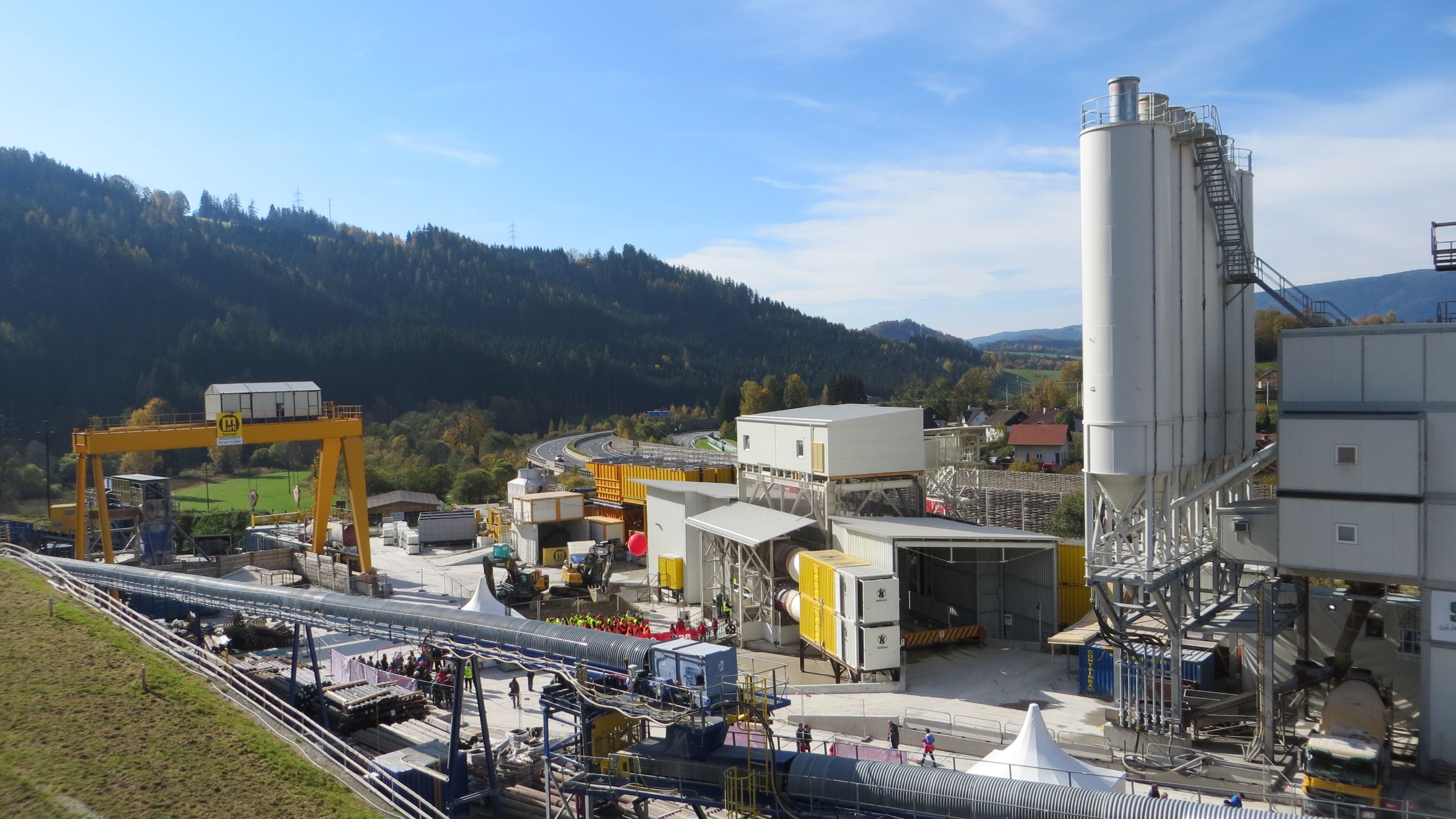
Baustelle Grautschenhof, 2019

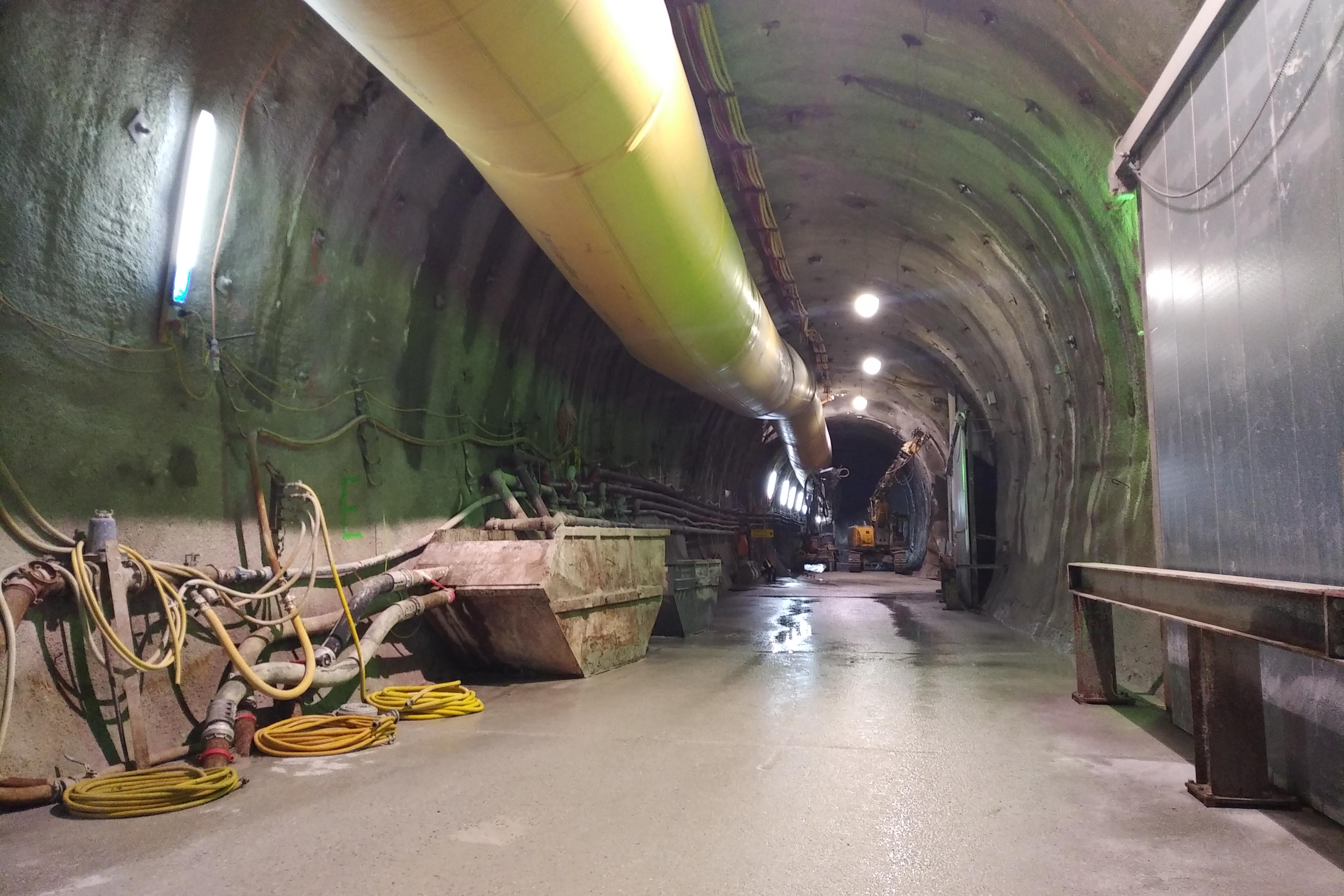
Eine in Bau befindliche Röhre, 2019

Dieser Abschnitt umfasst die westlichen sieben Kilometer Tunnelstrecke zwischen dem Portal Mürzzuschlag und dem vom ZA Fröschnitzgraben nach Westen vorgetriebenen Abschnitt. Im Ortsteil Grautschenhof der Gemeinde Spital am Semmering wird hierzu der Zwischenangriff Grautschenhof mit zwei temporären Schächten errichtet. Als Bauweise ist die NÖT mit Bagger- und Sprengvortrieb vorgesehen. Im Bereich des Westportales nahe Mürzzuschlag kommt die offene Bauweise zum Einsatz.

### Portalbereich Mürzzuschlag
Der westlichste Abschnitt der Bauarbeiten liegt im Ausfahrtsbereich des Bahnhofs Mürzzuschlag. Das Baulos umfasst ein Stück Tunnel in offener Bauweise, die Errichtung eines Unterwerkes im Bereich Langenwang und von Betriebsgebäuden am Tunnelportal, die Anbindung des Tunnels an die Bestandsstrecke und die Modernisierung des Bahnhofes. Am 15. Mai 2019 erfolgte der Spatenstich zum letzten Abschnitt des Basistunnels.

## Zwischenfälle
Zu Ostern 2019 löste sich ca. 3500 m hinter dem Ostportal Gloggnitz nach einer Sprengung auf einer Länge von 25 m Material aus der Tunnelfirste. Es kam zu einem Wasser- und Schlammeinbruch, der sich bis zum Tagesbruch fortsetzte und einen 8 m tiefen Trichter in einem Waldgebiet nahe der Gloggnitzer Katastralgemeinde Aue verursachte. Die geringste Überdeckung des Tunnels beträgt im Bereich des Auebach-Tales nur ca. 30 m; an der Schadensstelle ist die Überdeckung ca. 110 m stark.
Im Juli 2019 kam es bei Gloggnitz zu weiß eingefärbten Bächen. Während seitens der ÖBB von einer unbedenklichen Trübung gesprochen wurde, beklagten Betreiber eines nahegelegenen Fischzuchtteiches tote Fische.

### Schwere und tödliche Arbeitsunfälle im Tunnel
- Bei einem Nachbruch am 30. April 2020 wurde ein Mineur in einem der Querschläge von Erdreich verschüttet und starb.[59][60]
- Am 30. Mai 2020 wurde ein Mann bei Vermessungsarbeiten von einem rückwärts rangierenden Muldenkipper überrollt und getötet.[61][60]
- Am 13. Juli 2023 wurde ein Arbeiter beim Stellen eines Schalwagens eingeklemmt und schwer verletzt.[62] Er verstarb gleichentags im Landesklinikum Wiener Neustadt.[60]
- Am 30. Oktober 2023 wurde erneut ein Arbeiter von einem Baufahrzeug überrollt und starb noch am Unfallort.[63][60]
- Am 11. Juni 2024[Anm. 1] löste sich eine ca. 200 kg schwere Spindel vom Kopf eines Schalwagens, stürzte auf einen Arbeiter und verletzte diesen schwer im Brustbereich.[64]

### Betrug und Untreue
Das Marti-Baukonsortium erhielt den Zuschlag für den 7 km langen Tunnelabschnitt Grautschenhof zwischen Fröschnitzgraben und Mürzzuschlag. Die Tageszeitung  Kurier berichtete am 25. Oktober 2020, dass 2018 bei Marti das Fehlen von 300.000 Litern Diesel für die Baumaschinen aufgefallen sei (vor Gericht wurde später von über 200.000 l gesprochen). Marti betrieb eine Revision, wodurch noch größere Ungereimtheiten auffielen. Die Staatsanwaltschaft bestätigte Ermittlungen gegen acht Beschuldigte wegen Betrugs und Untreue. Die Schadenssumme betrage über 2 Mio. Euro. Ziegel, Beton, Baustahl und andere Baumaterialien sollen von der Baustelle abgezweigt worden sein, und überdies gebe es von Lieferanten erstellte Scheinrechnungen. Die ÖBB, die vor geraumer Zeit von Marti über den Betrugsverdacht informiert worden waren und eine eigene Revision durchführten, erklärten, dass sie selbst nicht geschädigt worden seien.
Wegen schwerem Betrug wurden am 27. April 2021 fünf Österreicher zu (teils bedingter) Haft von bis zu sechseinhalb Jahren verurteilt. In drei Fällen wurde neu verhandelt, und am 27. Februar 2023 wurden drei Täter wegen Untreue zu Haft zwischen zehn Monaten bedingt und drei Jahren und drei Monaten unbedingt verurteilt.